# Мец Тахлар
Мец Тахлар (вірм. Մեծ Թաղլար), Бьоюк Таглар (азерб. Böyük Tağlar) — найбільше село у Гадрутському районі Нагірно-Карабаської Республіки. Село розташоване на захід від села Азох та на північ від села Тох.
6 листопада 2009 р. в селах Мец Тахлар і Азох Гадрутського району НКР відбулася церемонія здачі в експлуатацію 16-кілометрової ватерлінії, яка забезпечить водою 2 300 осіб. Проект фінансувався французьким відділенням фонду «Вірменія» і урядом НКР. Водопровідна лінія бере початок у річці Ішханагет.
Біля села є печера.

## Видатні уродженці
- Агабекян Артур Олександрович — вірменський державний і військовий діяч Нагірного Карабаху.
- Худяков Сергій Олександрович — радянський воєначальник, маршал авіації.

## Пам'ятки
- У селі розташована церква Св. Аменапркіч 19 ст., цвинтар 17-19 ст., хачкар 12-13 ст., міст 1835 р., селище 9-13 ст. та печера «Шманек».